# Боалмари
Боалмари (бенг. বোয়ালমারী, англ. Boalmari) — город и муниципалитет в центральной части Бангладеш, административный центр одноимённого подокруга. Площадь города равна 4,38 км². По данным переписи 2001 года, в городе проживало 22 395 человек, из которых мужчины составляли 50,45 %, женщины — соответственно 49,55 %. Уровень грамотности населения составлял 44,1 % (при среднем по Бангладеш показателе 43,1 %). 